# Salbeck Ferenc
Petrisi Salbeck Ferenc, névváltozatok: Salpöck, Szalbeck, Szalpeck (Galac, 1703. december 2. – Udvarhely, 1770. december 19.) magyar Jézus-társasági áldozópap, Salbeck Károly és Salbeck Mihály testvére.

## Élete
Salbeck Máté sószállító biztos fia. 1721. december 17-én lépett a rendbe, letette a negyedik fogadalmat, majd lelkészi szolgálatot teljesített. Tanított a kolozsvári római katolikus gimnáziumban 1730-ban. 1731 és 1734 között Nagyszombatban teológiát tanult. Tanított 1736-ban Gyulafehérváron, 1737-38-ban Esztergomban, 1739-40-ben Sopronban, 1741-ben a bécsi Pázmáneumban, 1742-44-ben Kőszegen, 1746-ban Kolozsváron, 1747-50-ben Udvarhelyen, 1754-ben Kolozsváron, 1758-59-ben Vásárhelyen, 1760-ban Nagyváradon, 1761-67-ben Udvarhelyen. Itt is hunyt el 1770-ben.

## Munkája
- Virtus heroica Francisci Astrauti in propaganda religione catholica. Claudiopoli, 1730